# Adorazione del Bambino di palazzo Medici
L'Adorazione del Bambino di palazzo Medici è una tempera su tavola (129.5x118.5 cm) di Filippo Lippi, realizzata tra il 1458 e il 1460 per volontà di Piero de' Medici e della moglie Lucrezia Tornabuoni. Oggi è conservata presso la  Gemäldegalerie di Berlino. Nella collocazione originale, la Cappella dei Magi di palazzo Medici-Riccardi, si trova oggi una copia antica del dipinto, dello pseudo Pier Francesco Fiorentino.

## Storia
La tavola è firmata sul manico della scure, a sinistra in basso, "Frater Philippus P.". Essa decorava l'altare della cappella privata dei de' Medici ed era il perno del ciclo di affreschi con la Cavalcata dei Magi di Benozzo Gozzoli. L'opera venne descritta nell'inventario di palazzo Medici, redatto alla morte di Lorenzo il Magnifico nel 1492. Essa venne acquistata nel 1814 dal commerciante inglese di legname Edward Solly che viveva a Berlino, durante i torbidi delle guerre napoleoniche. Nel 1821 passò, assieme all'intera collezione di quadri di Solly, allo Stato prussiano.

## Descrizione e interpretazione
Il tema di questo dipinto non appartiene alla tradizione canonica, ma deriva dalle Rivelazioni di Santa Brigida di Svezia (cap. IX) che aveva visto in estasi la Vergine, inginocchiata nell'atto di adorare il Bambino steso davanti a lei, dopo il parto miracoloso. Come riporta la mistica svedese, quando la Madonna si rende conto di aver partorito, piega il capo, congiunge le mani in atteggiamento di devozione e rispetto, prega commossa davanti al Figlio e gli dice: «Benvenuto, mio Dio, mio Signore, mio figlio!». Cristo è un «bellissimo bambino nudo» che giace «purissimo a terra». La sua pelle è «perfettamente pulita».
Lippi aggiunge alla rappresentazione di questa visione estatica San Giovanni Battista (santo patrono di Firenze) adolescente, vestito con un mantello foderato di pelle e con in mano la verga cruciforme ornata con il tradizionale filatterio che reca l'iscrizione Ecce Agnus Dei. È molto probabile che questa figura sia stata ancora una volta ripresa dalle Rivelazioni di Santa Brigida di Svezia, la quale attribuisce al Precursore l'attributo della scure che si trova ai piedi dell'albero come strumento per preparare la strada alla Salvezza, estirpando «tutti gli ostacoli». In cielo appare Dio Padre che benedice la scena e al di sotto si profila la Colomba dello Spirito Santo, i cui raggi scendono sul gruppo sottostante. San Giovanni Battista condensa proletticamente i tre principali momenti della vita di Cristo: la Nascita, il Battesimo e la Passione. Sullo sfondo a mezzo busto compare un personaggio variamente interpretato: o San Bernardo di Chiaravalle, autore di omelie latine dedicate al Precursore che hanno avuto un ruolo determinante per il culto del beato nella civiltà monastica medievale; o San Romualdo, fondatore dell'ordine dei monaci camaldolesi, a cui i Medici erano molto legati e che spiegherebbe anche l'immersione della scena in un ambiente boschivo, a ricordo delle foreste casentinesi in cui l'ordine si è costituito e a cui i monaci, ancora oggi, sono molto legati.
La scena è appunto costruita su un paesaggio onusto di alberi e piante, il cui aspetto non è dissimile dagli sfondi degli arazzi fiamminghi e nordici importati dalla famiglia de' Medici a Firenze.